# Пејлос Парк (Илиноис)
Пејлос Парк (енгл. Palos Park) град је у америчкој савезној држави Илиноис.

## Демографија
По попису из 2010. године број становника је 4.847, што је 158 (3,4%) становника више него 2000. године.
| Група             | 2000.         | 2010.         |
| Белци             | 4.466 (95,2%) | 4.468 (92,2%) |
| Афроамериканци    | 13 (0,3%)     | 39 (0,8%)     |
| Азијати           | 81 (1,7%)     | 82 (1,7%)     |
| Хиспаноамериканци | 99 (2,1%)     | 199 (4,1%)    |
| Укупно            | 4.689         | 4.847         |